# Xixuthrus heros
Xixuthrus heros là một loài bọ cánh cứng trong họ Cerambycidae.

## Hình ảnh

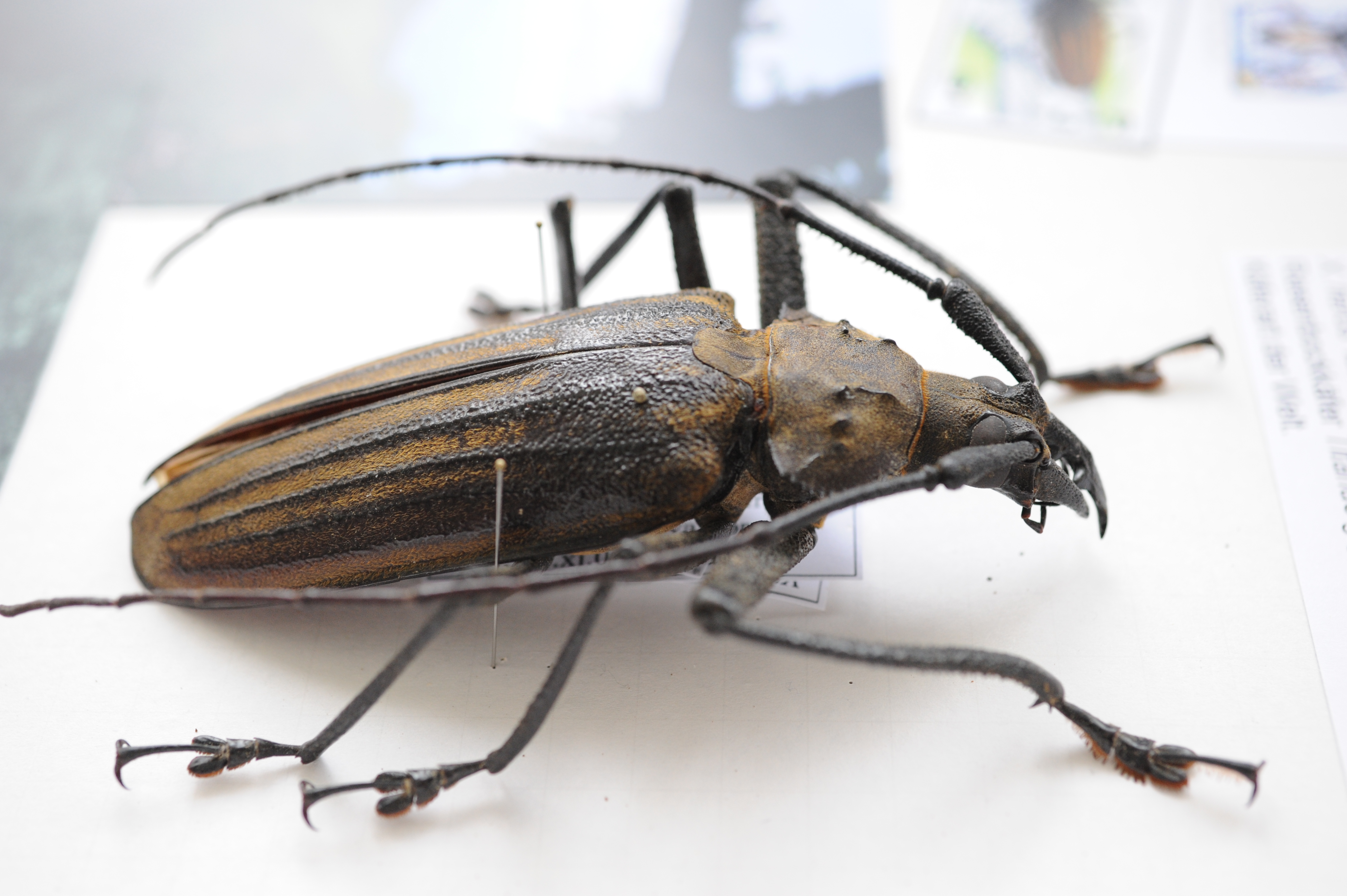
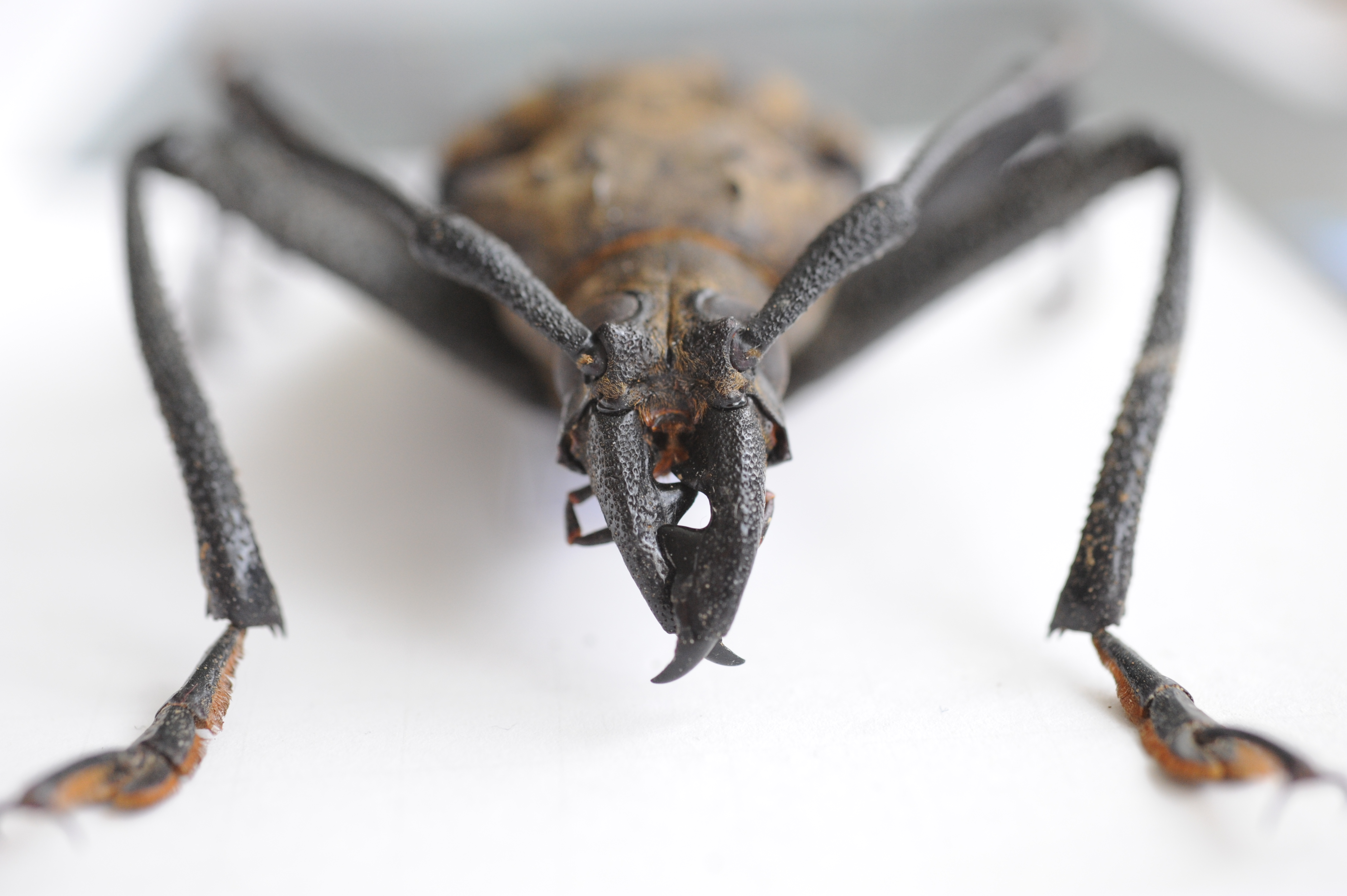